# Ome Henk
Ome Henk is een serie komische cd's, dvd's en stripverhalen bedacht door Frank van der Plas en geproduceerd door Cat Music. De reeks focust op de absurde avonturen van het titelpersonage Ome Henk en speelt vooral af in het fictieve dorp Biggeveen.

## Carrière
Ome Henk was oorspronkelijk de hoofdfiguur op een serie cd's uit de jaren 90 van de 20e eeuw, waarop afwisselend verhalen en liedjes stonden. Veel van deze verhalen en raamverhalen waren parodieën op bijvoorbeeld bekende sprookjes (zoals Sneeuwwitje, De wolf en de drie biggetjes, De wolf en de zeven geitjes of televisieseries  (Sesamstraat, De Fabeltjeskrant, De smurfen). Een aantal verhalen speelt zich af in Biggeveen, de fictieve woonplaats van Ome Henk.
Ome Henk is een asociaal figuur. Zijn buurman is de rijke Floris-Jan van Fleppensteyn. Ome Henk werkt niet en is gewoonlijk erg onvriendelijk tegen andere dorpsbewoners, en in het bijzonder tegen zijn buurman. De verhalen zitten meestal vol met geweld en daarbij behorende geluidseffecten en eindigen vaak met een explosie, schietpartij of vechtpartij. 
De meeste liedjes zijn bestaande melodieën met een alternatieve, humoristische tekst. 
Ome Henk is herkenbaar aan zijn authentieke manier van aanspreken van anderen (zoals "hey goochem" en "halve zool") en door de typische krachttermen waarmee hij zijn ongenoegen uitdrukt ("gloeiende gloeiende krijg de gifkikkereczeem", "krijg nou het rasborakaldumakulata-virus", "krijg allemaal de zultkoppenkoorts").
Ome Henk heeft een aantal hitsingles gehad, zoals Ik ben verkouden (gebaseerd  op The Power van Snap!), Olee olee, Sinterklaas is here to stay, Op de camping (gebaseerd op In the Navy van Village People), Ik zing dit lied voor Ome Henk (gebaseerd op Ik zing dit lied voor jou alleen van Jantje Smit) en Neem een ander in de maling (op de melodie van Barbie Girl van Aqua).
De stem van Ome Henk was op zijn eerste twee cd's een imitatie van die van dominee Gremdaat (dit is op zijn beurt een type van Paul Haenen). Tevens zijn meerdere personages een imitatie van bekende typetjes van Van Kooten en de Bie, zoals Ed van Hooydonck (prof. dr. ir. Akkermans), Dj Zapp (Koos Koets), Egbert Kampenberg (Robert van Effen) en Floris-Jan van Fleppensteyn (Gert-Jan Dröge).

## Belangrijke personages
Henk Stubbe/Ome HenkHet hoofd- en titelpersonage (gespeeld door Van der Plas zelf). Hij is een knorrige en asociale man van in de 50 jaar die leeft van een uitkering, omdat hij van zijn manager Koos Korswagen geen geld krijgt. Ome Henk is erg opvliegend en deelt voor het minste of geringste klappen uit. Hij komt ook vaak in hachelijke situaties terecht, soms zonder dat hij er zelf om gevraagd heeft, maar meestal omdat hij geen moeite doet ze te ontlopen. Deze situaties probeert hij zo goed als altijd met geweld op te lossen. Vaak denkt hij ook dat hij alles goed doet en de anderen alles fout doen, terwijl juist hij de onruststoker is.
Jantje HogekampHet irritante buurjongetje van Ome Henk. Hij komt vaak bij Ome Henk thuis, wat opmerkelijk is, aangezien hij bijna altijd wordt gebruikt als 'boksbal' door Ome Henk.
Ed van HooydonckEen man die zich als de beste vriend van Ome Henk beschouwt, maar erg vaak door Ome Henk uitgescholden wordt. Anders dan Ome Henk is meneer van Hooydonck kalm, geduldig en doorgaans wél sympathiek, en heeft hij meestal het beste met anderen voor.
Ted TettettettetEen buurman van Ome Henk. Het is een klein vervelend en onbenullig mannetje dat altijd gekleed is in een kerstmannenpak. Zijn stopwoordje is 'tettet' dat hij te pas en te onpas roept, tot irritatie van andere personages. Ted krijgt ook vaak ruzie met de verteller als deze door middel van een vraag de opkomst van een personage aankondigt; Ted beantwoordt deze vraag dan altijd met "Ik weet het! Pietje!", waar de verteller vaak met geweld op reageert.
Arie 'Rocky' de BeukerDit personage is nog gewelddadiger en asocialer dan Henk zelf. Zelfs Ome Henk, die normaal een grote mond tegen iedereen heeft, loopt liever weg voor hem.
Koos KorswagenDe oplichtende manager van Ome Henk. Koos heeft zijn contract met Ome Henk zodanig opgesteld dat hij al Henks opbrengsten krijgt en Henk niks. Koos is tevens erg rijk en heeft heel veel bv's (bedrijven) opgericht. Hij is het stereotype van een drukke, gehaaste zakenman die als motto 'time is money' (tijd is geld) heeft.
Floris-Jan van FleppensteynDe steenrijke maar zeer arrogante buurman van Ome Henk. Hij woont sinds 'De nieuwe avonturen van Ome Henk' naast Henk. Ome Henk noemt hem steevast 'Flep'. Door hun erg tegenstrijdige levensvisies kunnen beide heren elkaar niet uitstaan, wat geregeld leidt tot gewelddadige conflicten. Fleppensteyn praat met een bekakt accent, een parodie op Gert-Jan Dröge.
Harrie Witkamp, de aso-hulpsinterklaasEen luidruchtige crimineel die zich voordoet als Sinterklaas om zo mensen op te lichten. Is tevens een goede vriend van Ome Henk die soms opgeroepen wordt om oplossingen te bedenken voor Henks problemen. Deze oplossingen veroorzaken vaak enorm veel schade. Een opvallend kenmerk van Harrie is dat zijn beheersing van de Nederlandse grammaticaregels erg slecht is.
De vertellersNiet echt personages maar verzorgen de aankondigingen van de diverse liedjes en sketches. Soms krijgen de vertellers onenigheid met de andere personages over het verloop van het verhaal.

## Bijrollen
Allard en LeoTwee werknemers van Koos Korswagen wiens kinderlijke gedrag voor nogal wat problemen kan zorgen.
Appie AsoEen luidruchtige Amsterdammer die het stereotype van de drugsgebruikende asociale inwoner van Amsterdam parodieert. Heeft tevens zijn eigen spin-off cd.
Big, Bag en BogDe drie kleine biggetjes. Nadat zij de boze wolf te grazen hebben genomen in hun sprookje, zijn ze het criminele pad opgegaan. Een terugkerende grap met Big, Bag en Bog is dat ze geregeld klagen dat ze te weinig op de cd's voorkomen.
Boer Derk en de PlaggenstampersEen groep boeren die liedjes zingt over het boerenleven.
D.J. ZappEen D.J. die vaak als auteur wordt genoemd van verschillende House nummers op de cd's. Gebruikt Engelse woorden in zijn spraak om stoer te klinken.
Dokter LupusDe lokale huisarts van Biggeveen.
Egbert KampenbergEen zeer achterdochtige vriend van Ed van Hooydonck. Egbert gelooft erg in complottheorieën en denkt dat verschillende instanties hem in de gaten houden.
Fred SpekvetDit personage is min of meer een running gag; hij komt op veel cd's voor en heeft bij iedere opkomst een andere baan.
De GallilejaasEen rockband die parodieën maakt op bekende rocknummers, zoals Bohemian Rhapsody van Queen. Een running gag met de Gallilejaas is dat ze tijdens hun repetities en optredens vaak over broodjes praten.
Hakkie en TakkieEen lokaal clownsduo dat nogal gewelddadige acts uitvoert, waarbij de een de ander pijn doet.
Jim en MikeTwee televisiepresentatoren die Infomercials presenteren. Zij parodiëren met hun overdreven Amerikaanse accent de typische Tel Sell reclames.
Ome CorEen kennis van Ome Henk die vaak dronken is.
PietjeHet vriendje van Jantje. Pietje gedraagt zich bijna hetzelfde als Jantje, maar hij is niet vaak te horen. Als hij er is wordt hij ook vaak geslagen door Ome Henk. En soms krijgt hij ruzie met Jantje.
Popi de Zouteloze ClownEen impopulaire clown die vooral bekend staat om de saaie maar absurde verhalen die hij vertelt. Zoals zijn naam al suggereert, is hij een parodie op Pipo de Clown
Stinkie het enge rioolmonsterEen vies slijmerig monster dat af en toe weleens opduikt in de verhalen.
Tjabbe TjibsmaEen uitvinder die voor elk probleem wel een oplossing weet en praat met een zwaar dialect. Tjabbe is een parodie op Chriet Titulaer
Van Veen / de tovenaar van Salsa BorencoEen boekhouder van Koos Korswagen die over magische krachten beschikt en zichzelf tot de Tovenaar van Salsa Borenco heeft benoemd. Van Veen krijgt vaak ruzie met Koos, die maar niet wil geloven dat toverij bestaat en vindt dat van Veen meer werk moet verrichten.
Willem DeeprieDe depressieve neef van Ome Henk die, tot Henks verveling, soms voorbij komt om te vertellen over zijn laatste ergernissen.
Zip en ZapTwee ruimtewezens die met hun UFO af en toe weleens in Biggeveen landen.

## Discografie

### Albums
- De spannende verhalen van Ome Henk (1991)
- De nieuwe avonturen van Ome Henk (1992)
- Ome Henk is weer bezig! (1993)
- Ome Henk slaat wild om zich heen (1994)
- Ome Henk is niet meer te houwe! (1995)
- Ome Henk, Gouwe Suuksesse! (1995) (compilatie)
- Ome Henk rost er op los! (1996)
- Ome Henk en de tovenaar van Salsa Borenco (1997)
- Ome Henk laat zich niet kisten! (1997)
- Ome Henk gooit de beuk erin! (1998)
- Ome Henk staat op springen! (1999)
- Ome Henk maakt er een eind aan! (2000) (compilatie)
- Ome Henk gaat door het lint (2001)
- Kerstfeest met Ome Henk (2003) (compilatie)
- Op Zomervakantie Met Ome Henk (2004) (compilatie)
- Ome Henk gaat nooit verloren! (2004)
- Ome Henk praudlie priesents!!: Appie Aso in Amsterdam (2005)
- De beste liedjes van Ome Henk (2005) (compilatie)
- Het grote duettenalbum (2006) (compilatie)
- Ome Henk praudlie priesents!!: Zangeres Zonder Werk (2008)
- Ome Henk collectors item, deel 1 en 2 (2010) (compilatie)
- Ome Henk presenteert alle 13 asociaal (2015) (compilatie)

### Dvd's
- De DVD avonturen van Ome Henk (2002)
- Ome Henk heeft er schijt aan! (2005)
- Ome Henk maakt er een zootje van! (2010)

### Cd-roms
- De CD-ROM avonturen van Ome Henk 1 (1997)
- De CD-ROM avonturen van Ome Henk 2 (1999)

### Singles
- 1990 - Snip - Ik ben verkouwe (I've Got The Power)
- 1991 - Olee olee, Sinterklaas is here to stay
- 1992 - Sneeuwwitje waar zit je?
- 1992 - Holadiejee! Holadiejoo!
- 1992 - Oranje!! (We worden kampioen!)
- 1993 - Stelletje halleve zole!
- 1993 - Ome Henk viert feest
- 1994 - Moeve
- 1995 - Op de camping (In the Navy)
- 1995 - Heftig!
- 1996 - Dombo TV
- 1996 - Ja dat is a-sociaal
- 1996 - Olleke Bolleke
- 1996 - Die is dom ja! (Tiritomba)
- 1997 - Neem een ander in de maling (Barbie Girl)
- 1997 - Ik zing dit lied voor Ome Henk (Ik zing dit lied voor jou alleen)
- 1997 - Carnaval is niks voor mij
- 1998 - Samba la Bamba (Diva)
- 1999 - Ploem ploem jenka (Ploem Ploem Jenka)
- 1999 - Mambo nr. 6 (Mambo No. 5)
- 2000 - Aaai oehoe aai
- 2001 - Opblaaskrokodil
- 2001 - Sieb van der Kast - 't Leven gaat niet over rozen!
- 2002 - Opblaaskrokodil (Heppie Summer Miks liveversie)
- 2004 - Lekker, Lekker (Dragostea din tei)
- 2006 - Ik Wil Knallen (met Patty Brard)
- 2007 - M'n Tiete zijn Okee (My Boobs Are OK)
- 2008 - Roken is lekker

| Single met eventuele hitnotering(en) in de Nederlandse Top 40 | Datum van verschijnen | Datum van binnenkomst | Hoogste positie | Aantal weken | Opmerkingen                            |
| ------------------------------------------------------------- | --------------------- | --------------------- | --------------- | ------------ | -------------------------------------- |
| Olee olee, Sinterklaas is here to stay                        | 1991                  | 21-12-1991            | 19              | 4            | #29 Single Top 100                     |
| Oranje!! (We worden kampioen!)                                | 1992                  | 13-06-1992            | tip             |              | #64 Single Top 100                     |
| Ome Henk viert feest                                          | 1993                  |                       | tip             |              |                                        |
| Op de camping                                                 | 1995                  | 22-6-1995             | 12              | 12           | #11 Single Top 100                     |
| Neem een ander in de maling                                   | 1997                  | 1-11-1997             | 11              | 12           | #11                                    |
| Ik zing dit lied voor Ome Henk                                | 1997                  | 17-5-1997             | 5               | 10           | Ome Henk en Jantje / #8 Single Top 100 |
| Carnaval is niks voor mij                                     | 1997                  |                       | tip             |              |                                        |
| Samba la Bamba                                                | 1998                  |                       | tip             |              |                                        |
| Ploem ploem jenka                                             | 1999                  |                       |                 |              | Ome Henk & Trea Dobbs                  |
| Mambo nr. 6                                                   | 1999                  | 21-8-1999             | 17              | 8            | #9 Single Top 100                      |
| 't Leven gaat niet over rozen!                                | 2001                  |                       |                 |              | als Sieb van der Kast                  |
| Ik Wil Knallen!                                               | 2006                  | 21-01-2006            |                 |              | met Patty Brard / #5 Single Top 100    |
| Hee... Ouwe Lul !                                             | 2006                  |                       |                 |              | Vader Asobram en de Wuppies            |
| M'n tieten zijn oké                                           | 2007                  |                       |                 |              |                                        |